# Heinz Ebeling
Heinz Ebeling, nemški častnik, vojaški pilot in letalski as, * 2. januar 1918, Karlsruhe, † 30. november 1987, Obsteig, Tirolska.
Ebeling je svojo vojaško kariero začel in končal v lovski skupini JG 26. Vanjo je vstopil kot poročnik 1. decembra 1939, in sicer v osmo krilo (8./JG 26). Svojo prvo zračno zmago je dosegel 17. maja 1940 proti francoskemu Morane-Saulnier M.S.406 nad mestom Gramont. Do konca francoske kampanje je s petimi zračnimi zmagami dosegel status letalskega asa. V Bitki za Britanijo je samo v avgustu 1940 dosegel 10 zmag, od katerih je kar tri dosegel 12. avgusta. Povišan je bil v nadporočnika in bil 22. avgusta 1940 imenovan za poveljnika 9. krila JG 26. 31. avgusta je bil v zračnem dvoboju nad Londonom, kjer je sestrelil britanskega Hurricana. V boju je bil njegov Messerschmitt Bf 109 E-4 »Rumena 3« zadet, a je Ebeling s poškodovanim letalom kljub temu pobegnil nad Rokavski preliv, kjer je bil prisiljen izskočiti. Po uri in pol ga je rešil nemški hidroplan in ga takoj odpeljal nazaj v matično bazo, kjer je dobil drugo letalo. Ebeling se je z novim letalom takoj spet dvignil v zrak in v istem dnevu sestrelil še dva britanska Hurricana. 
V septembru je na svoj račun pripisal še tri sovražna letala, takrat pa je njegovo krilo prevzelo nove naloge in se spremenilo iz lovskega v lovsko-bombniško. Kot poveljnik je svoje pilote vodil na različne naloge nad Anglijo, dokler ni 5. novembra s svojim lovcem trčil v letalo svojega spremljevalca nad Dungenessom. Letali sta bili tako poškodovani da sta bila oba pilota prisiljena zasilno pristati. Oba sta postala vojna ujetnika in sta preostanek vojne preživela v taboriščih za vojne ujetnike. 
Istega dne je bil Ebeling za svojih 18 zračnih zmag in sodelovanje na 163 nalogah odlikovan z viteškim križem železnega križca.

## Odlikovanja
- Viteški križ železnega križca (5. november 1940)